# Beita (Nablus)
Beita (em árabe: بيتا, tradução: "Casa") é uma cidade palestina localizada no Governorado de Nablus [en], no norte da Cisjordânia, ocupada por Israel, a 13 kilometres (8,1 mi) a sudeste de Nablus. Segundo o Escritório Central de Estatísticas da Palestina [en], a cidade tinha uma população de 11.682 habitantes em 2017. A cidade é composta por cinco clãs que se dividem em trinta famílias. Muitas casas datam da era romana. O prefeito atual, eleito em 2004, é Arab ash-Shurafa.
Beita possui quatro mesquitas e três clínicas. Desde 1967, sob a ocupação israelense, mais de 77 moradores de Beita foram mortos a tiros por forças israelenses, muitos durante protestos. Sete foram mortos entre maio e setembro de 2021, durante a repressão a manifestações contra a criação de um posto avançado israelense [en] em terras de Beita.

## Localização
Beita (incluindo a localidade de Za'tara) está localizada entre 9 kilometres (5,6 mi) e 11 kilometres (6,8 mi) ao sul de Nablus. Faz divisa com Osarin [en] e Aqraba [en] a leste, Awarta [en] e Odala [en] ao norte, Huwara [en] e Yasuf [en] a oeste, e Yatma [en] e Qabalan [en] ao sul.

## História
Beita possui dois centros históricos: Beita el-Fauqa ("Beita superior") a nordeste e Beita et-Tahta ("Beita inferior") a sudoeste. Em Beita el-Fauqa, foram encontrados fragmentos de cerâmica da Idade do Ferro II, persa e da era mameluca. Em Beita et-Tahta, fragmentos da Idade do Ferro II, persa, romana/bizantina e mameluca foram descobertos.

### Período otomano
Beita foi incorporada ao Império Otomano em 1517, junto com toda a Palestina, e fragmentos de cerâmica do início do período otomano foram encontrados em ambos os centros. Em 1596, Beita apareceu nos registros fiscais [en] como parte de Nahiya de Jabal Qubal, no Liwa [en] de Nablus [en]. A população era de 50 famílias, todas muçulmanas, que pagavam impostos sobre trigo, cevada, culturas de verão, oliveiras, receitas ocasionais, cabras e/ou colmeias, e uma prensa para azeitonas ou uvas, totalizando 8.000 akçe.
Em 1838, Edward Robinson descreveu Beita como uma "grande vila". Localizava-se no distrito de El-Beitawy, a leste de Nablus.
Em 1882, o Levantamento do Oeste da Palestina [en] do PEF [en] descreveu Beita como "uma grande vila, com uma espécie de subúrbio ao sul, próximo ao qual há túmulos antigos. É abastecida por poços e cercada por oliveiras. Está situada nas colinas a leste da planície de Mukhnah e é a capital do distrito que leva seu nome."

### Período do Mandato Britânico
No Censo da Palestina de 1922, conduzido pelas autoridades do Mandato Britânico, Beita tinha uma população de 883 habitantes, todos muçulmanos. No Censo da Palestina de 1931, a população aumentou para 1.194, ainda todos muçulmanos, em 286 casas.
Nas estatísticas de 1945, Beita tinha 1.580 muçulmanos, com 17.542 dunams de terra, segundo um levantamento oficial de terra e população. Desse total, 5.666 dunams eram plantações e terras irrigáveis, 6.916 eram usados para cereais, enquanto 76 dunams eram áreas construídas.

### Período jordano
Após a Guerra Árabe-Israelense de 1948 e os Acordos de Armistício de 1949, Beita passou a ser governada pela Jordânia anexada.
No início dos anos 1930, Shaikh Rezeq Abdelrazeq Elyan abriu a primeira escola em Beita et-Tahta, chamada Escola Nacional de Beita, atendendo estudantes de Beita e arredores. Em 1952, Beita inaugurou uma escola primária que servia a cidade e vilas vizinhas. Em 1954, foi criada uma escola primária exclusiva para meninas e, desde então, quatro outras escolas foram construídas, incluindo duas de ensino médio.
O censo jordano de 1961 registrou 693 habitantes em Beita et-Tahta ("Beita inferior") e 1.498 em Beita el-Fauqa ("Beita superior"), totalizando 2.191 habitantes.

### Pós-1967
Desde a Guerra dos Seis Dias, em 1967, Beita está sob ocupação israelense. Após os acordos de Oslo de 1995 [en], 89% das terras da vila foram classificadas como Área B, e os 11% restantes como Área C [en].

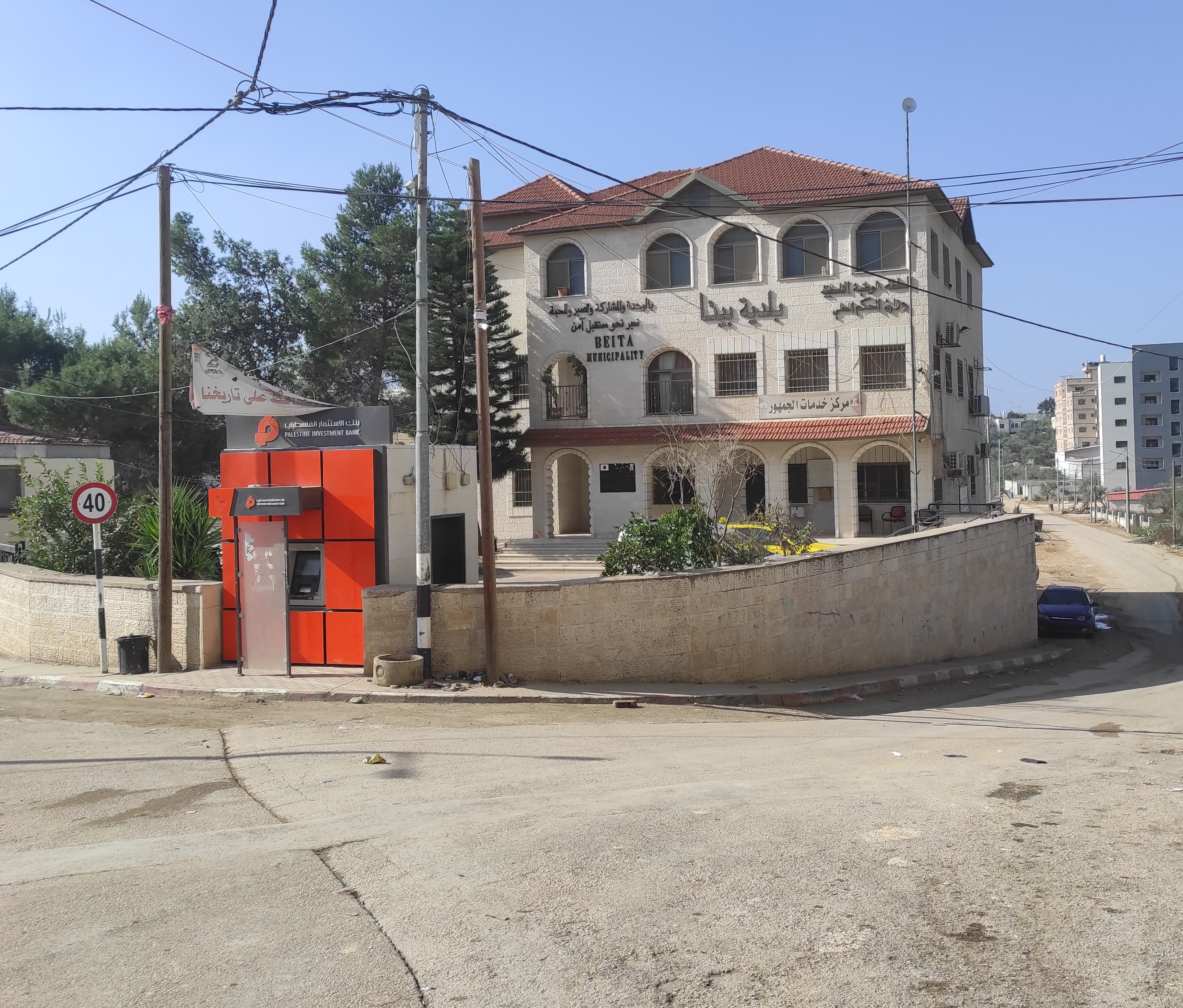
Município de Beita.

Embora a cidade fosse considerada um reduto do Fatah, Arab ash-Shurafa, membro do Hamas, foi eleito prefeito em 2005. Shurafa foi preso pelas IDF, junto com o prefeito de Nablus, Adly Yaish [en], e o Ministério da Educação e Ensino Superior da Palestina [en], Nasser al-Shaer [en], em 2006, por sua filiação ao Hamas.

#### Conflito israelo-palestino
Em janeiro de 1988, 20 homens de Beita e Huwara, identificados por um relatório do GSS após confrontos com tropas israelenses por atirarem pedras, foram reunidos, algemados com algemas plásticas sem resistirem, tiveram ossos quebrados por soldados e foram abandonados à noite em um campo lamacento. A Cruz Vermelha Internacional apresentou uma queixa formal após relatos da imprensa local serem ignorados. O exército não investigou inicialmente. O tenente-coronel Yehuda Meir foi repreendido e forçado a se aposentar, mantendo sua patente e direitos de pensão. Ele foi processado apenas após a Associação pelos Direitos Civis em Israel [en] levar o caso ao Supremo Tribunal, que determinou um julgamento em abril de 1991. Meir, comandante do distrito de Nablus, testemunhou que agiu sob ordens diretas de Yitzhak Rabin, que teria dito: "Faça o trabalho, eu cuido da mídia." Seus superiores afirmaram que as ordens eram apenas para usar força em perseguições e prisões. O tribunal acreditou nos superiores, considerando as ordens legais, mas concluiu que Meir desviou das instruções.

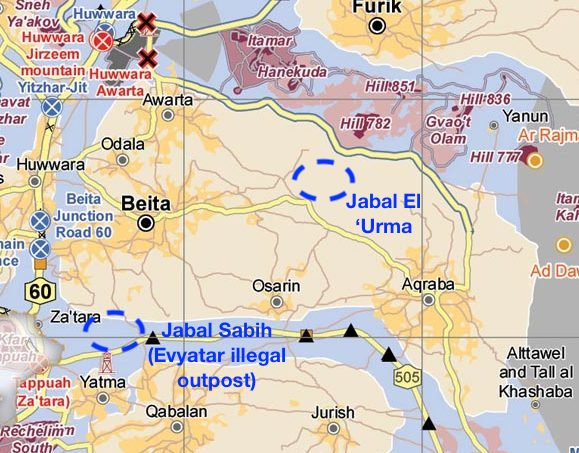
Beita e outros enclaves palestinos (amarelo), assentamentos israelenses e Área C controlada por Israel (magenta e azul).

Em 10 de abril de 2023, cerca de 15.000 a 20.000 colonos ultranacionalistas, protegidos por um batalhão (1.000 soldados) das IDF e acompanhados pelo Ministro da Segurança de Israel Itamar Ben-Gvir, Bezalel Smotrich, sete outros ministros e 20 parlamentares, realizaram uma marcha rumo a Evyatar, supostamente para pressionar o novo governo sob Benjamin Netanyahu a legalizar o posto avançado. A marcha foi justificada como retaliação ao assassinato de três membros da família Dee, colonos britânicos, em 7 de abril, no entroncamento de Hamra. Os moradores de Beita que protestaram sofreram 191 feridos, principalmente por intoxicação por gás lacrimogêneo. Dezessete foram feridos por balas de borracha disparadas pelo exército, e dois foram atingidos na cabeça por granadas de gás. O Le Monde relatou que jornalistas cobrindo o evento também foram alvos, com um deles, usando colete de imprensa, ferido por uma bala de borracha.

### Incidente de Beita
Em 6 de abril de 1988, um grupo de 16 a 20 adolescentes do assentamento Elon Moreh [en], localizado a 10 kilometres (6,2 mi) ao norte de Beita, partiu para uma caminhada. Caminhadas na natureza entre colonos eram uma forma simbólica de demonstrar controle sobre a terra. Eles foram acompanhados por dois guardas, ambos conhecidos por serem zionistas agressivos: Roman Aldubi, um extremista religioso de 26 anos, banido pelas IDF de entrar em Nablus por seis meses após ser condenado por obstrução de justiça por esconder uma arma usada por outro colono para matar uma criança palestina de 11 anos, 'Aysha Bahash, em uma padaria durante um incidente de arremesso de pedras; e Menahem Ilan (55), o organizador, que já havia sido condenado em 1984 por obstrução de justiça e destruição de evidências em um caso anterior de assassinato de uma menina palestina. O grupo cruzava terras da vila em uma demonstração de força, "para mostrar que somos os mestres do país", como um dos caminhantes disse ao correspondente da ABC, Barrie Dunsmore. O grupo parou para o café da manhã perto de uma nascente ou poço local. Fazendeiros locais, semeando culturas de primavera, alarmaram-se com a presença armada e um deles foi à vila, a um quilômetro de distância, notificando os moradores pelo alto-falante da mesquita. As terras da vila estavam sob fechamento militar, e os moradores temiam, com base em precedentes, que o poço local pudesse ser envenenado. Tais caminhadas nunca pediam permissão dos moradores para atravessar seus campos, e Menahem Ilan não alertou as IDF sobre seus planos em uma área árabe remota. Dezenas de fazendeiros, incluindo adolescentes, reuniram-se próximos aos caminhantes. O que aconteceu é controverso.
Segundo uma versão, Aldubi disparou tiros de advertência com sua Uzi contra os fazendeiros, alguns dos quais atiraram pedras. Um desses tiros teria matado Mousa Saleh Bani Shamseh. A investigação das IDF determinou que Aldubi atirou em Mousa Saleh pelas costas a cerca de 10 metros enquanto ele fugia. Em outra versão, Ilan o repreendeu e levou os caminhantes por um leito de rio, onde uma garota foi atingida na coxa por uma pedra, e Aldubi abriu fogo com a M-16 de Ilan, matando Mousa Saleh na cabeça e ferindo outro fazendeiro. Aldubi afirmou que o homem tentou tomar seu fuzil, alegação que a investigação das IDF considerou sem evidências. Em uma versão, os caminhantes continuaram e entraram na vila apesar do incidente. Em outra, os moradores os cercaram e os levaram a Beita.
Quando os israelenses entraram em Beita, foram recebidos por uma multidão que soube do assassinato. Os moradores temiam as armas; os adolescentes, segundo seu relato, estavam apreensivos ao verem moradores furiosos, supostamente com facas, picaretas e porretes. A investigação militar constatou que os moradores não tinham armas de fogo. Enquanto os israelenses se moviam em grupo compacto pela vila, o carro com o corpo de Mousa Saleh chegou, e pedras foram atiradas. Em certo momento, enquanto seu marido Taysir enterrava seu cunhado, Munira Daoud, irmã do falecido, atingiu Aldubi na cabeça com uma pedra. Vários moradores abriram caminho para proteger os adolescentes. Segundo um relato, Aldubi, ao cair, disparou sua Uzi, matando Hatem Fayez Ahmad Al-Jaber e ferindo gravemente outros moradores. A investigação das IDF concluiu que Aldubi disparou vários tiros ao se virar após ser atingido por uma pedra e novamente quando um morador tentou tomar seu fuzil.
Enquanto Aldubi atirava, Tirza Porat, uma adolescente de 15 anos do grupo, foi morta por um tiro na nuca. Ele e Menahem foram desarmados pelos moradores, que destruíram sua arma. Aldubi sofreu um grave ferimento na cabeça, e outros jovens foram feridos no confronto. Azzam Bani Shemseh tentou reanimar Tirza com massagem cardíaca. A mesma família trouxe água aos adolescentes, e outra deu refúgio a três garotas israelenses. Os moradores chamaram ambulâncias e guiaram o restante ao caminho principal, onde pararam carros.
Inicialmente, a mídia israelense relatou que Tirza Porat foi morta por árabes sedentos de sangue atirando pedras. Os adolescentes de Gush Emunim [en] disseram que ela foi morta por um atirador no telhado. Uma declaração oficial falou que o grupo caiu "nas mãos de pogromistas e assassinos". Ariel Sharon pediu que a vila fosse esvaziada e mais assentamentos construídos. O primeiro-ministro Yitzhak Shamir compareceu ao funeral, onde gritos de vingança ecoaram, e o membro do Knesset Haim Druckman [en] declarou que "a vila de Beita deve ser apagada da face da terra", declaração recebida com "améns" pela multidão. No dia seguinte, as IDF revelaram que ela foi atingida na cabeça por um M16 de Aldubi. Também foi revelado que "os jovens colonos, instruídos por seus anciãos, deram relatos falsos." Apesar de saberem desde o início quem era responsável, os israelenses primeiro demoliram seis casas e, após o relatório indicar que Porat não foi morta por palestinos, destruíram outras oito em Beita, "dando tempo suficiente para as pessoas saírem". Noam Chomsky afirma que isso foi "uma mentira total", contando o dobro de construções destruídas, incluindo todo o conteúdo. Em sua visita a Beita, 30 casas estavam "totalmente demolidas ou praticamente destruídas". Eles também mataram um garoto de 16 anos, Issam Abdul Halim Mohammad Said, e prenderam todos os homens adultos, seis dos quais foram deportados em 19 de abril.

#### Consequências e punição
Assim que o exército israelense interveio, matou um morador que, segundo eles, tentava fugir. Em 48 horas, o General de Brigada Amram Mitzna, que isolou a vila para proteger os residentes e declarou que não haveria represálias, interrogou todos os homens entre 16 e 60 anos, fazendo centenas ficarem algemados e vendados durante a noite. Eles relataram terem sido chutados, espancados e ameaçados até darem testemunhos satisfatórios. Buldôzeres das IDF arrancaram dezenas de oliveiras e um bosque de amendoeiras próximo, pertencente a outra vila palestina. O exército reteve os resultados da autópsia, mostrando que a garota foi morta pelo M-16 de Aldubi, até o funeral terminar. Ele ordenou a demolição de 14 casas em Beita, uma das quais abrigou um dos caminhantes israelenses, após as IDF confirmarem que Tirza Porat não foi morta por um palestino. As demolições foram ordenadas enquanto os proprietários de 13 casas não haviam sido acusados de crime. Mais de 60 moradores foram presos, e seis foram expulsos para o Líbano. Hamad Ben Ishams, cuja casa foi demolida, ficou preso por sete meses, apesar de evidências repetidas de seu empregador israelense de que estava trabalhando em Israel na hora. O juiz militar preferiu o testemunho de um caminhante, Rami Hoffman, que o identificou como agressor.
A investigação oficial das IDF concluiu que Ilan e Aldubi "escalaram a crise" por falta de cautela e "precipitação ao puxar o gatilho", mas a principal causa foi a agressividade palestina e "prontidão para ferir caminhantes judeus", com um plano geral de atrair os caminhantes à vila.
Aldubi ainda estava internado um ano depois, em uma cadeira de rodas. Segundo Noam Chomsky, o comandante militar disse ao The New York Times que Aldubi não seria incriminado porque "os trágicos incidentes já eram punição suficiente". O incidente radicalizou a vila. Um morador disse meses depois: 
| “ | "Beita é diferente agora porque as pessoas estão vingativas... Agora sabemos como os israelenses tratam os palestinos, como um animal selvagem trata uma vítima." | ” |

Em maio de 1989, um tribunal militar em Jafa aplicou sentenças severas a cinco moradores de Beita suspeitos de atirar pedras em caminhantes judeus. O condenado pelo crime mais grave recebeu oito anos, dos quais três seriam cumpridos. Outros dois receberam cinco anos, com 21 meses a cumprir, um quarto 18 meses e o quinto dois anos. Outros 11 moradores de Beita deveriam ser julgados mais tarde pelas mesmas acusações.
Em 14 de abril de 1991, um colono de Elon Moreh, Pinhas Assayag (22), assassinou um residente de Beita, Jamil Dweikat (50). Preso em 19 de junho de 1991, ele também confessou ter matado um pastor de 22 anos, Radi a-Ouna, da vila vizinha de Azmut [en], em janeiro daquele ano. Após investigação, ele foi internado em um hospital psiquiátrico israelense.

### Assassinatos de manifestantes entre maio e setembro de 2021
As terras remanescentes de Beita foram alvo de uma nova tentativa de assentamento israelense ilegal no início de 2020, quando houve uma tentativa de tomar a área chamada Jabal Orma. A iniciativa foi abandonada após manifestações locais, nas quais dois manifestantes foram mortos a tiros.
Em maio de 2021, durante as manifestações de 2021, colonos israelenses em caravanas tomaram o topo de Jabal Sbeih, que os moradores de Beita afirmam ser terra palestina de propriedade privada. Jabal Sbeih fica na periferia da vila. O novo posto avançado ilegal, chamado Evyatar, foi projetado para dividir áreas palestinas ao norte, sul, leste e oeste. Nos meses seguintes, em resposta a repetidas manifestações contra a criação de Evyatar, forças israelenses mataram a tiros, em diferentes ocasiões, sete residentes de Beita e um jovem palestino de Yatma próxima. Durante esse período, cerca de 1.000 pessoas foram feridas em confrontos com o exército israelense, enquanto o governo israelense teria apoiado o desenvolvimento do local com estradas pavimentadas, linhas de água e eletricidade.
Em junho de 2021, Israel destruiu vegetais no valor de US$ 100.000 em Beita, disparando gás lacrimogêneo contra um depósito de vegetais.
No mesmo mês, o novo governo de Naftali Bennett chegou a um acordo com os colonos para evacuar o local em troca de manter a infraestrutura e converter o posto em uma yeshiva. O acordo prevê o retorno dos colonos se Israel declarar a área como terra estatal no futuro. Beita e vilas próximas recorreram ao Supremo Tribunal de Israel para revogar os termos do acordo. Em 14 de agosto de 2021, manifestantes de Beita ergueram uma Estrela de Davi de madeira com uma suástica no centro, incendiaram a estrutura e divulgaram o evento em um vídeo nas redes sociais.

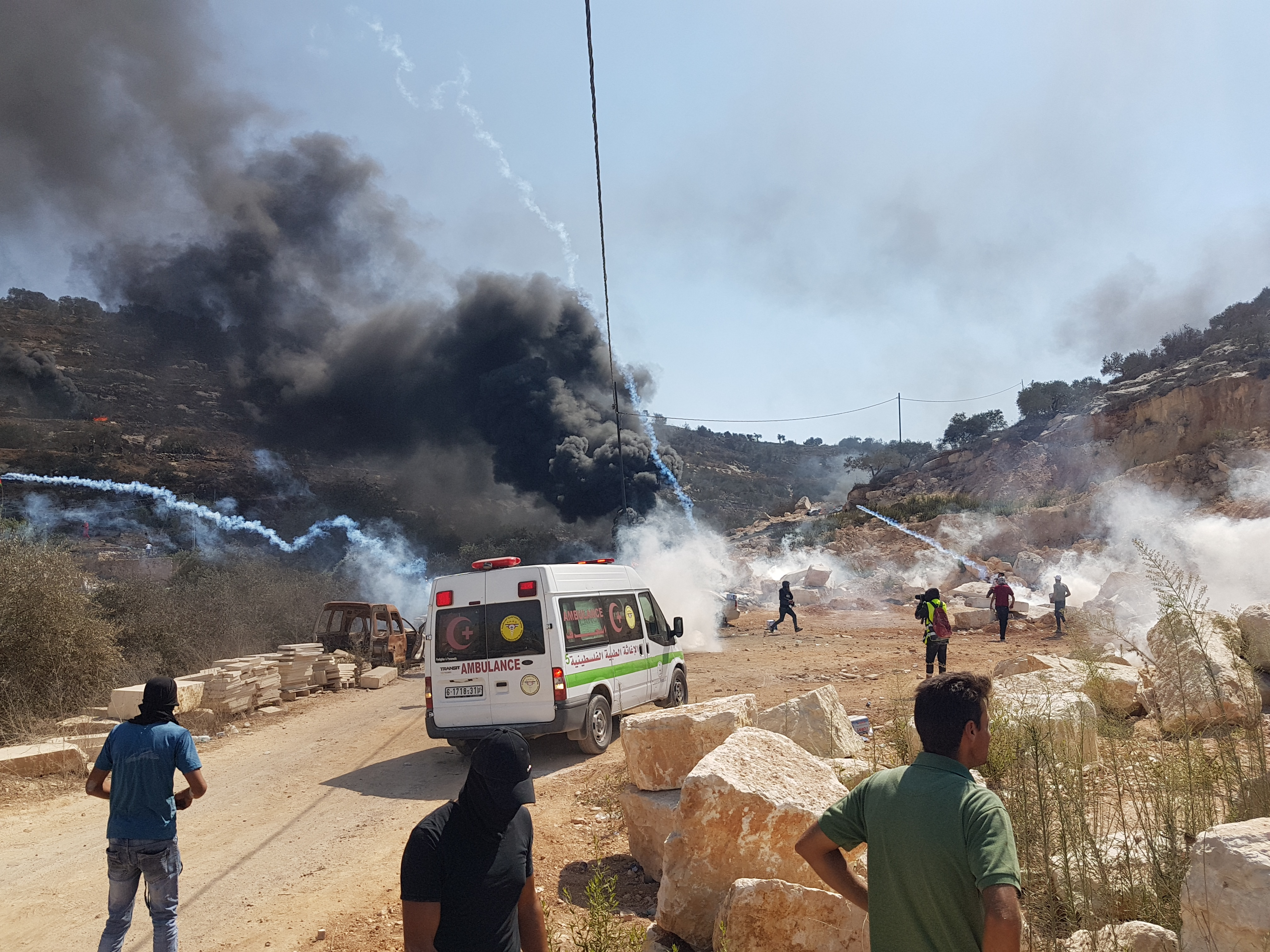
Protesto em Beita contra o posto avançado de Evyatar, 3 de setembro de 2021.
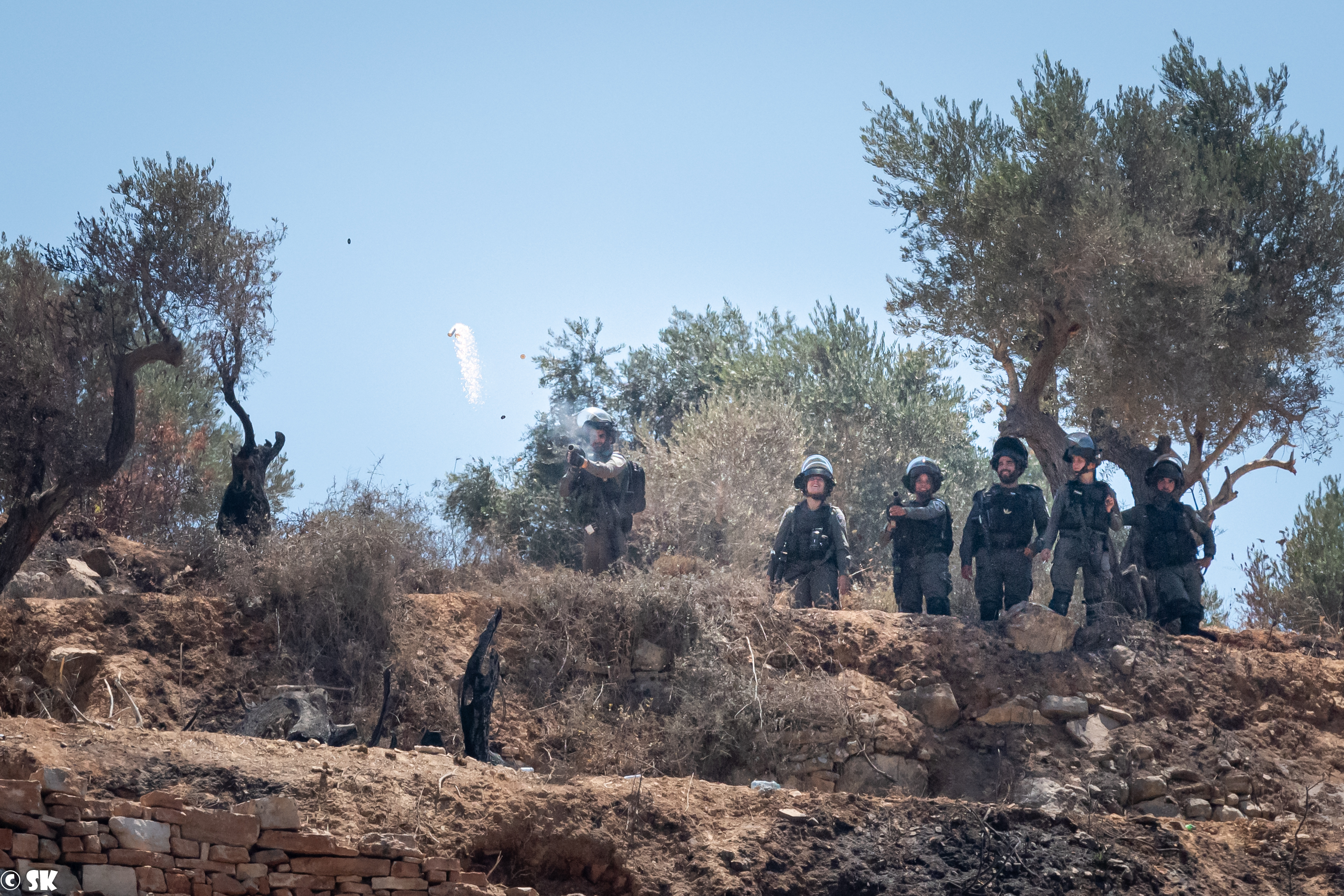
Gás lacrimogêneo disparado contra manifestantes em Beita, julho de 2021.
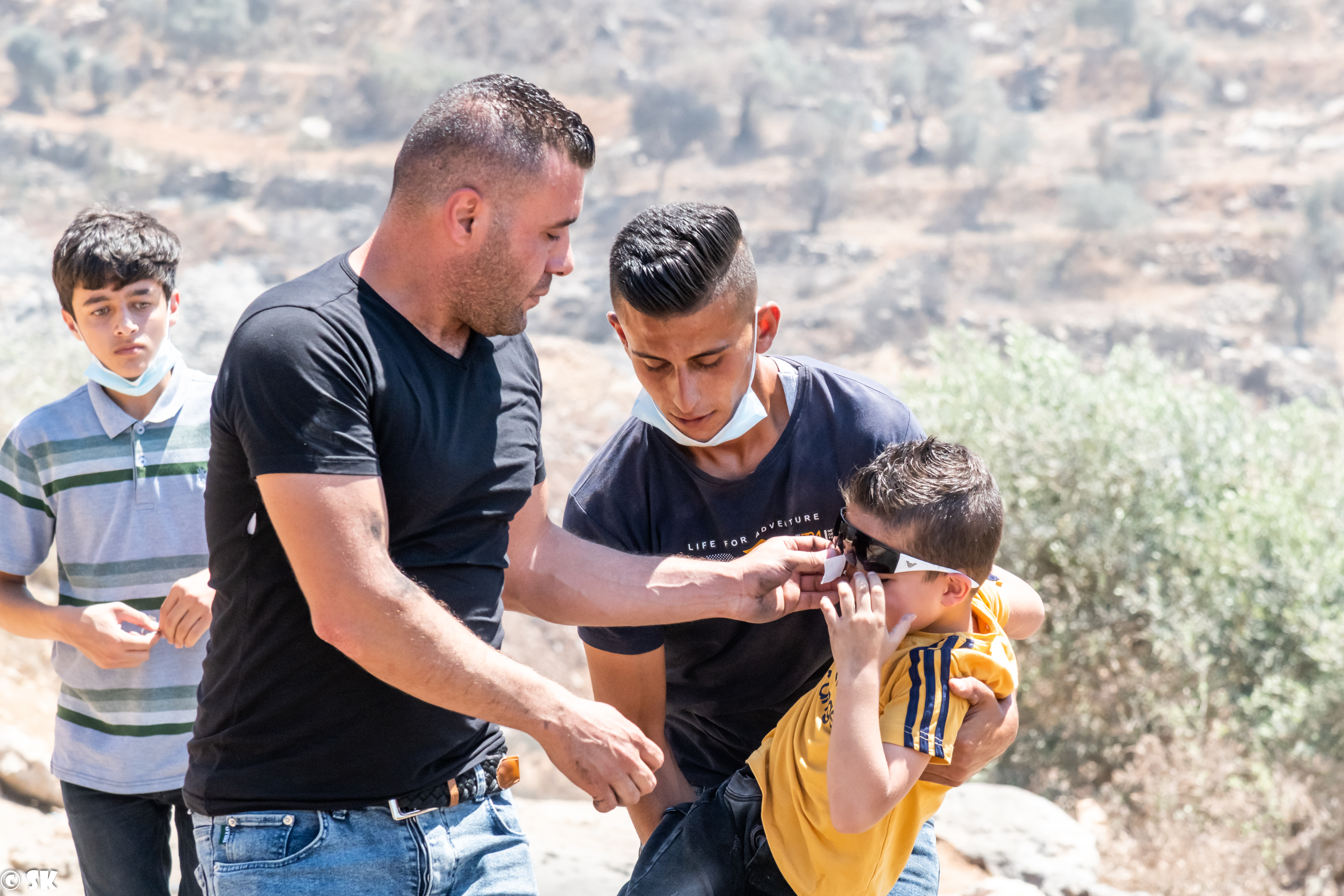
Criança ferida por gás lacrimogêneo durante protesto contra o posto avançado de Evyatar, julho de 2021.
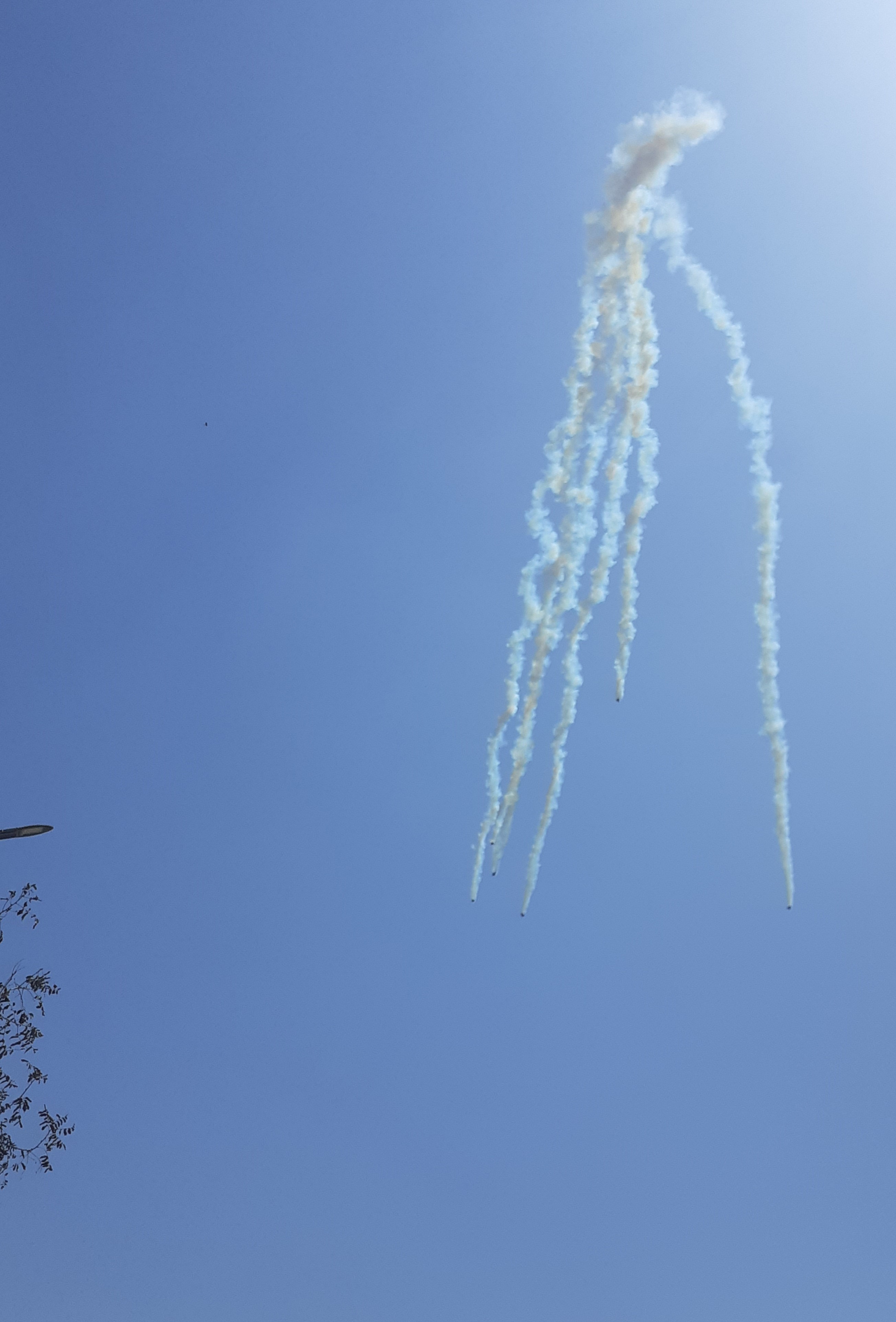
Gás lacrimogêneo disparado de drone contra manifestantes, Beita, setembro de 2021.
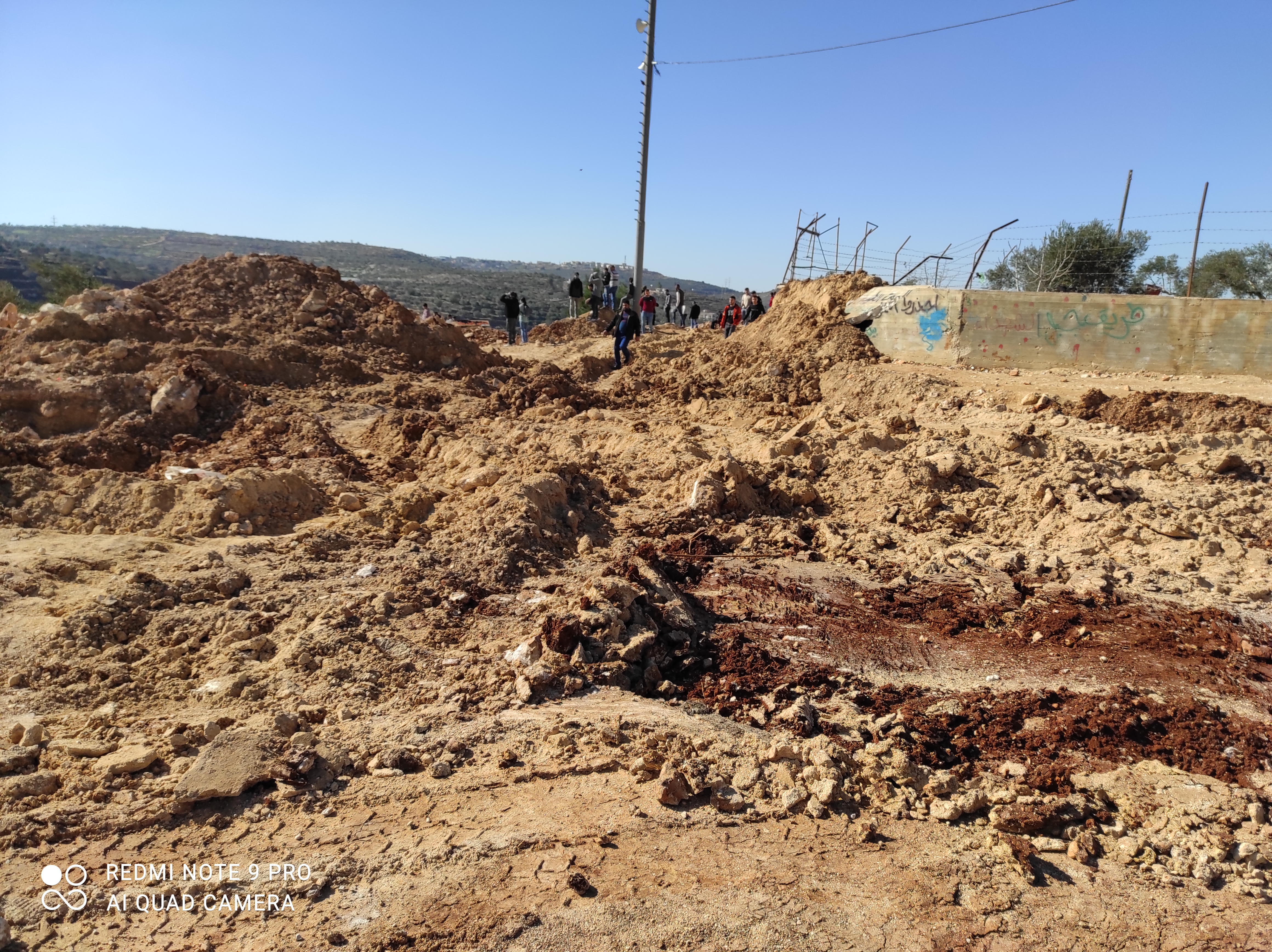
Estrada destruída por um buldôzer do exército israelense para impedir a aproximação de manifestantes ao posto avançado de Evyatar, Beita, janeiro de 2022.

Os mortos foram:
- Em 14 de maio, Dr. Issa Barham, jurista especialista em direito internacional, que trabalhava no escritório do procurador em Salfit, foi morto a tiros após atender a um chamado da mesquita por voluntários para evacuar feridos durante uma manifestação de sexta-feira. As ambulâncias não davam conta, e ele dirigiu seu Hyundai Tucson SUV até o local. Segundo palestinos presentes, enquanto caminhava para um grupo de feridos, um atirador israelense se ajoelhou, mirou e disparou um único tiro. Barham morreu com um ferimento de bala no estômago.[62][63]
- Zakaria Hamayel (26), professor de árabe, foi morto a tiros enquanto procurava um lugar para fazer suas orações da tarde durante uma pausa na manifestação contra o assentamento ilegal. Um médico com colete fosforescente foi baleado na coxa ao tentar ajudar Hamayel.[62]
- Em 11 de junho, Mohammed Hamayel (16), estudante do ensino médio, foi baleado no centro do peito a poucos metros por um dos quatro soldados posicionados no chão. Seu primo também foi ferido.[62]
- Ahmad Bani Shamseh (17) foi morto a tiros. A versão das IDF afirmou que ele foi morto por jogar um "dispositivo explosivo".[6][62]
- Em 27 de julho, Shadi Shurafi, encanador da vila, foi morto a tiros por um soldado da Brigada Kfir enquanto, segundo o relato palestino, segurava uma chave inglesa ao lado do cano principal de água quebrado da vila. Seu corpo, segundo Gideon Levy, era um dos 300 que Israel ainda não devolvera às famílias enlutadas, possivelmente como material de troca pelos restos de dois soldados mortos em batalha na Faixa de Gaza. Após algumas semanas, Israel devolveu o corpo para o enterro. Porta-vozes israelenses afirmaram que ele foi baleado após ignorar tiros de advertência enquanto avançava contra os soldados com a chave na mão.[56][64][65]
- Em 6 de agosto, Imad Duikat (38), pai de cinco filhos, foi morto com uma bala .22 no peito enquanto, segundo relatos, bebia água de um copo descartável perto de uma ambulância no local do protesto. Na mesma tarde, outros seis residentes de Beita foram atingidos por munição real e mais de 100 foram feridos por gás lacrimogêneo e balas de ponta metálica com borracha. As IDF afirmaram que pedras foram atiradas e pneus queimados em uma "manifestação violenta".[66][56][65]
- Em 24 de setembro, Muhammad Ali Khabisa (28) tornou-se a sétima vítima morta a tiros, supostamente enquanto estava sentado sob uma oliveira,[58] durante outro protesto de sexta-feira contra o assentamento de Evyatar. Uma bala de um atirador esmagou seu crânio.[7][58][65]

Em 6 de setembro de 2024, com um tiro na cabeça, tropas israelenses mataram uma mulher turco-americana, Ayşenur Ezgi Eygi [en] (26), que foi a Beita como voluntária do Movimento de Solidariedade Internacional. Outro voluntário americano foi baleado na perna em agosto anterior. A morte de Eygi elevou o número de manifestantes mortos a tiros por forças israelenses em Beita desde 2021 para 10.

## Demografia

### Origens locais
Alguns dos residentes de Beita são beduínos originários da Faixa de Gaza e Hebron.